# Rodolfo Butch Muñoz
Rodolfo Muñoz Castro, conocido deportivamente como Butch (San José, Costa Rica, 18 de octubre de 1912 - Guadalajara, México, 14 de noviembre de 2004) fue un futbolista costarricense. Es uno de los primeros futbolistas costarricenses en jugar en México donde desarrolló gran parte de su carrera desde 1935.

## Trayectoria
Es recordado como un volante talentoso y noble. Su padre Elías Muñoz fue portero en el Josefino uno de los primeros equipos formados en Costa Rica. Sus hermanos fueron campeones nacionales de boxeo. 
Empezó su carrera futbolística en un equipo de su barrio llamado el San Luis F.C donde jugó con los hermanos Carlos "Chale" y Orlando Silva quienes tuvieron carreras exitosas, el primero en el fútbol colombiano y el segundo en el Orión F.C. Jugó además con Butch en ese equipo Gregorio "Goyo" Morales quien militó con éxito en el Club Sport La Libertad y el Club América de México.
Luego de su paso por el San Luis F.C, "Butch" jugó junto a Morales y Orlando Silva en el Hispano Atlético en la Primera División de Costa Rica en 1932. Al año siguiente pasaría al Orión F.C. Su debut internacional con los orionistas fue ante el Audax Italiano de Chile, al que su equipo derrotó por 3-1 en el Estadio Nacional de San José, el domingo 18 de junio de 1933. Integró, además, las selecciones de Costa Rica en 1935 y 1938, con motivo de los Juegos Centroamericanos y del Caribe en El Salvador y Panamá, respectivamente.
A raíz de una gira que realizó el Club Sport La Libertad a México, en noviembre de 1935, "Butch" fue solicitado como refuerzo al Orión y sobresalió en los amistosos ante los principales clubes aztecas de la época. Por ese motivo, fue contratado por el Real Club España junto a Eduardo Goldoni y José Antonio Toño Hütt. Allí obtuvo cinco campeonatos profesionales de la Primera División de ese país, en 1936, 1940, 1942 y 1944. Además del título en 1945, este último como entrenador.
En una votación realizada por el periódico La Afición y la Cervecería Moctezuma en 1938, Butch ganó con 11,158 votos el título de mejor mediocampista por izquierda y quedó en tercer lugar con  2,616 como mediocampista por derecha, lo que da una idea de su valía y calidad. Rechazó ofertas de Argentina y España por un problema de cadera que le cortó su carrera como jugador en 1944, y se hizo su entrenador. 
Por más de cuatro décadas, enseñó la práctica del fútbol en las ligas menores del equipo de la Universidad Nacional Autónoma de México (UNAM). Allí también fue su técnico en reserva y la primera categoría.
Con la Selección Nacional jugó cuatro juegos de clase A y marcó un gol a la Selección de México, en derrota por 1-2 durante las justas regionales en Panamá en 1938. Fue medalla de plata en los Juegos Centroamericanos y del Caribe de El Salvador 1935 y Panamá 1938.
El sobrenombre "Butch" le fue dado por sus amigos ya que imitaba al personaje de la película El Presidio de 1930.

## Palmarés

### Títulos como jugador

#### Títulos nacionales
| Título                     | Club             | País   | Año  |
| -------------------------- | ---------------- | ------ | ---- |
| Primera División de México | Real Club España | México | 1936 |
| Primera División de México | Real Club España | México | 1940 |
| Primera División de México | Real Club España | México | 1942 |
| Primera División de México | Real Club España | México | 1944 |

### Títulos como entrenador

#### Títulos nacionales
| Título                     | Equipo           | País   | Año  |
| -------------------------- | ---------------- | ------ | ---- |
| Copa México                | Real Club España | México | 1944 |
| Primera División de México | Real Club España | México | 1945 |

### Distinciones individuales
| Distinción                                                                  | Año  |
| --------------------------------------------------------------------------- | ---- |
| Mejor volante Primera División por Diario La Afición y Cervecería Moctezuma | 1938 |